# 에너지-운동량 텐서

에너지-운동량 텐서의 각 원소

에너지-운동량 텐서(energy-運動量 tensor, 영어: stress–energy tensor 또는 영어: energy–momentum tensor)는 에너지와 운동량의 밀도 및 유량(流量, flux)을 나타내는 2-텐서다. 비상대론적 역학의 변형력 텐서(stress tensor)를 상대화한 것으로 볼 수 있다. 기호는 라틴 대문자 {\displaystyle T}다.

## 정의
에너지-운동량 텐서의 각 원소 {\displaystyle T^{\alpha \beta }}는 4차원 운동량 {\displaystyle p^{\alpha }}의 {\displaystyle x^{\beta }} 방향에 대한 유량(流量, flux)이다. 4차원 운동량의 0번째 원소 {\displaystyle p^{0}}은 에너지이고, {\displaystyle x^{0}} (시간) 방향에 대한 유량은 밀도이므로, 다음과 같이 각 원소를 해석할 수 있다.
| {\displaystyle T^{\alpha \beta }} | 0                                  | 1                                    | 2                                    | 3                                    |
| --------------------------------- | ---------------------------------- | ------------------------------------ | ------------------------------------ | ------------------------------------ |
| 0                                 | 에너지 밀도                        | 에너지 유량 ({\displaystyle x}방향)  | 에너지 유량 ({\displaystyle y}방향)  | 에너지 유량 ({\displaystyle z}방향)  |
| 1                                 | {\displaystyle x}-방향 운동량 밀도 | {\displaystyle x}방향 압력           | {\displaystyle xy}평면에 대한 변형력 | {\displaystyle xz}평면에 대한 변형력 |
| 2                                 | {\displaystyle y}-방향 운동량 밀도 | {\displaystyle xy}평면에 대한 변형력 | {\displaystyle y}방향 압력           | {\displaystyle yz}평면에 대한 변형력 |
| 3                                 | {\displaystyle z}-방향 운동량 밀도 | {\displaystyle xz}평면에 대한 변형력 | {\displaystyle yz}평면에 대한 변형력 | {\displaystyle z}방향 압력           |
일반 상대성 이론에서, 아인슈타인-힐베르트 작용을 통해 유도하는 아인슈타인 방정식에 등장하는 에너지-운동량 텐서는 다음과 같다.
{\displaystyle T_{\mu \nu }=-{\frac {2}{\sqrt {-\det g}}}{\frac {\delta }{\delta g^{\mu \nu }}}({\sqrt {-\det g}}{\mathcal {L}})=-2{\frac {\delta {\mathcal {L}}}{\delta g^{\mu \nu }}}+g_{\mu \nu }{\mathcal {L}}}
(여기서 −+++ 계량 부호수를 사용한다.) 이는 항상 대칭 텐서이며, 아인슈타인 방정식에 따라 아인슈타인 텐서에 비례한다.
뇌터 정리에 따라, 에너지-운동량 텐서는 민코프스키 공간의 시공간 병진(translation) 대칭에 대응하는 보존량이다. 다만, 뇌터 정리로 유도하는 에너지-운동량 텐서는 일반적으로 대칭 텐서가 아니며, 아인슈타인 방정식에 등장하는 에너지-운동량 텐서와 다를 수 있다.

## 같이 보기
- 뇌터 정리
- 아인슈타인 방정식
- 상태 방정식 (우주론)
- 일반 상대성 이론의 지름길